# Dickerscheid

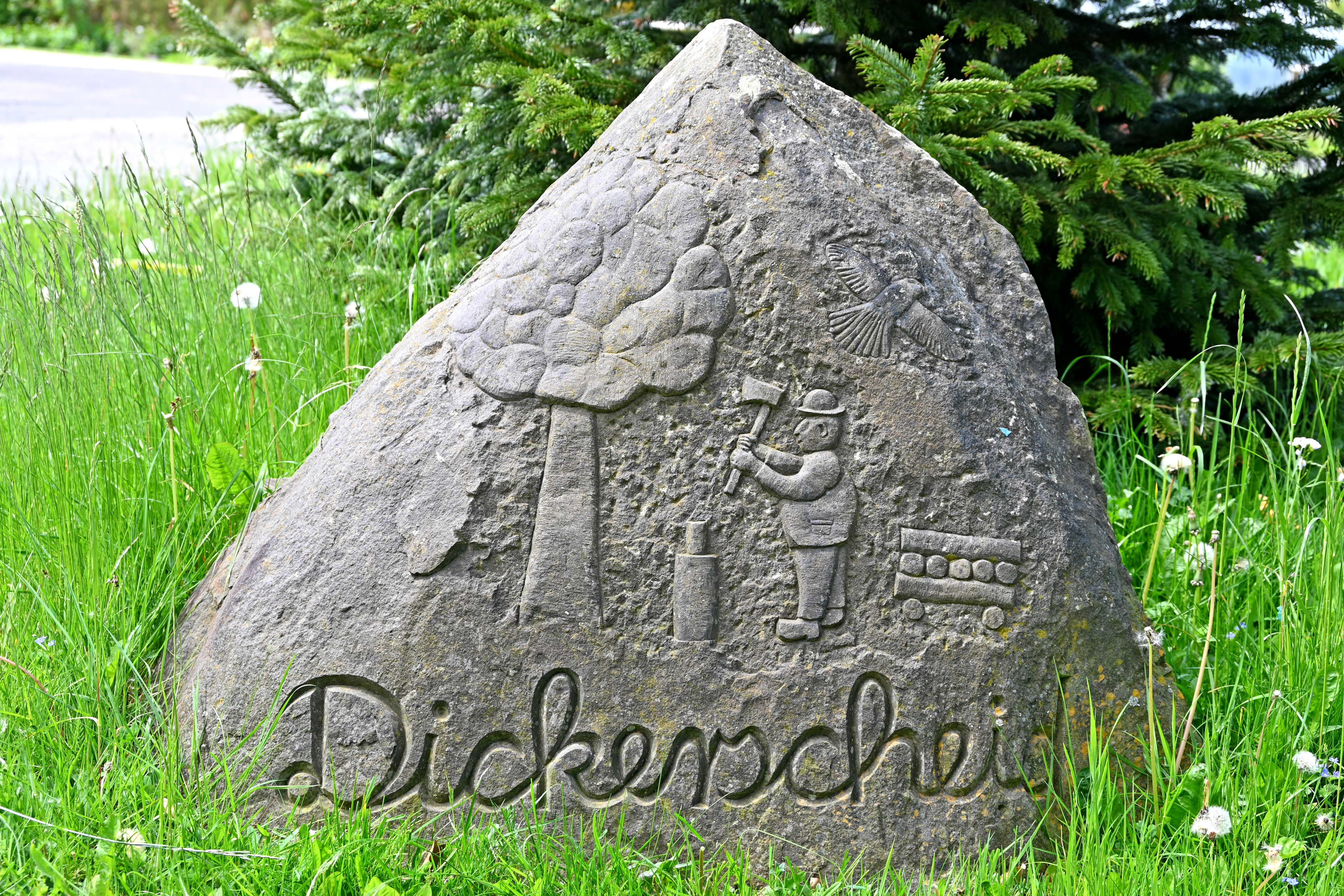
Dickerscheid, Ortsstein mit Reliefs

Dickerscheid in der Eifel ist ein Ortsteil der Gemeinde Hellenthal im nordrhein-westfälischen Kreis Euskirchen.

## Geographische Lage
Dickerscheid liegt im Naturpark Hohes Venn-Eifel knapp 2,5 km (Luftlinie) südlich des Hellenthaler Kernorts, zwischen Unterpreth im Westsüdwesten und Oberreifferscheid im Ostsüdosten. Östlich vorbei führt die Kreisstraße 68 (Hönningen – Rescheid), von der eine Gemeindestraße als in das Dorf führende Stichstraße abzweigt. Es ist von den bewaldeten Bergen Schnitzberg, Dohlenberg und Beyenberg umgeben. Nach Westen fällt die Landschaft zum Prether Bach ab.

## Ortsbild
In Dickerscheid befinden sich ein Dorfplatz mit Spielplatz sowie ein Campingplatz und etwas außerhalb ein Schullandheim sowie eine Arztpraxis und mehrere Ferienwohnungen.

## Verkehr
Die VRS-Buslinie 838 der RVK verbindet den Ort, überwiegend als TaxiBusPlus nach Bedarf, mit seinen Nachbarorten und mit Hellenthal.
| Linie | Verlauf |
| ----- | --- |
| 838   | MiKE (außer im Schülerverkehr): Hellenthal Busbf – Blumenthal – Dommersbach – Kammerwald – Reifferscheid – (Hönningen/Büschem – Dickerscheid – Oberreifferscheid – Hahnenberg –) Wiesen Abzw – (Haus Eichen – Wahld – Hescheld –) Sieberath – Kradenhövel – Unterwolfert – (Unterdalmerscheid – Oberdalmerscheid –) Oberwolfert – Wittscheid – Zehnstelle – Grube Wohlfahrt – Rescheid – Giescheid – Rescheid – Schwalenbach – Kamberg – Schwalenbach – Schnorrenberg (– Neuhaus) |

## Veranstaltungen
Seit 2018 findet jährlich in der zweiten Juliwoche das Dorffest statt, welches vom Dorfverein Dickerscheid ausgerichtet wird. Dieses ist mit der Maifeier am 30. April und am 1. Mai des Jahres die größte Veranstaltung im Ort.